# Spigelia alabamensis
Spigelia alabamensis är en tvåhjärtbladig växtart som först beskrevs av K.Gould, och fick sitt nu gällande namn av K.G.Mathews och Weakley. Spigelia alabamensis ingår i släktet Spigelia och familjen Loganiaceae. Inga underarter finns listade i Catalogue of Life.